# イチムラ (百貨店)
イチムラは、かつて新潟県内に存在した日本の百貨店。さくら野百貨店の前身のひとつで、晩年はダックシティ長岡店と称した。

## 概要
兄の死去に伴い、1921年（大正10年）に市村保治が、十日町市にあった家業の小間物店（店舗面積約15坪）を継承し、漸進的に洋品店へ発展させていったのが始まりである。
1932年（昭和7年）には、3階建て延約90坪の店舗を竣工させ、新装開店した。
この新店舗では、従来の座売を廃止し、十日町では初めてとなる陳列式店舗となった。
1950年（昭和25年）に新潟県長岡市東坂之上町に約20坪の支店を出し、これが長岡のイチムラ洋品店として創業となった。
この長岡での出店は、兄の長男が大きくなって店舗を継承させることを兼ねたものであり、市村保治は長岡の店舗の営業を担当する形となった。
1954年（昭和29年）4月25日に新潟県長岡市の大手通に移転し、イチムラ百貨店として開業。
これに合わせて、資本金550万円で株式会社イチムラとして法人化した。
同じ大手通に開店した大和や丸専デパートとともに人気のある大型店として賑わいの中心となった。
そして1962年（昭和37年）4月には新潟県長岡市大手通2丁目に新店舗を建設し、1963年（昭和38年）6月15日に百貨店審議会で百貨店法による営業の認可を受けて法律上も百貨店となった。
1970年（昭和45年）10月には新潟市東堀通6番町1045に地上10階地下3階建ての建物を建設して新潟店を開店し、ライバルの百貨店でともに長岡市大手通を構えると同時に新潟市にも出店していた大和や丸大と長岡と新潟の両市で競争を繰り広げた。また、高島屋ハイランドグループに加盟していた。
その後1978年（昭和53年）3月にニチイの支援を受けて、カネ長武田百貨店・山田百貨店・丸光・小美屋とともに新時代の百貨店を目指して「株式会社百貨店連合」（後のダックシティ）を設立し、同年4月に業務委託契約を結んで仕入関連業務を集約するなど業務の改革も行った。
しかし、新潟店は相次ぐ大型店進出ラッシュの中で新潟市の競争が激化した煽りを受けて業績不振に陥り、1981年（昭和56年）7月に閉店となった。
そして1981年（昭和56年）3月に先行して武田百貨店と山田百貨店の2社とともに合併して 株式会社武田山田百貨店 を発足させたため、企業としてのイチムラは消滅した。
さらに、1982年（昭和57年）9月に株式会社 百貨店連合が武田山田百貨店や1982年（昭和57年）3月に丸光(本社：仙台市・資本金8億円)と合併して株式会社丸光小美屋を設立していた丸光小美屋と合併し、5社が経営していた百貨店の経営を完全に引継いだため当店の経営も株式会社百貨店連合へ移行した。。
（以降イチムラを前身に持つ法人についてはダックビブレ及びさくら野百貨店を参照）

## 展開していた店舗

### 長岡店
- 初代 - 1950年（昭和25年）開店[2] - 1954年（昭和29年）移転に伴い閉店[2]）
  - 新潟県長岡市坂之上町[2]
- 2代目 - 1954年（昭和29年）4月25日開店[2] - 1962年（昭和37年）移転に伴い閉店[4]）
- 3代目 - 1962年（昭和37年）4月開店[2] - 1997年（平成9年）2月閉店[4]）

百貨店連合参画後、1985年にダックシティイチムラ、1994年（平成6年）2月にダックシティ長岡店に改称。ダックシティ運営の他店舗が『(地名)ビブレ』へ改称されていた中、唯一『長岡ビブレ』へと改称されなかった。
3代目の長岡店跡はパチンコ店「エスタディオ長岡店」への転用を経て、2003年（平成15年）7月から1・2階の東側を長岡市の施設「まちなか・考房」「長岡戦災資料館」として、2004年（平成16年）4月から1階西側を長岡市役所大手通分室として利用していた。
2008年（平成20年）6月、市街地再開発のために取り壊され、5年後の2011年（平成23年）7月6日にフェニックス大手イーストが竣工。
まちなか・考房と長岡戦災資料館は解体に伴い別々の施設に移転した。
跡地には長岡市役所の大手通庁舎が建ち、本庁機能のうち商工と観光に関する部署が置かれているほか、この地に店舗を構えていた第四銀行（現：第四北越銀行）と新潟証券（現：第四北越証券）、あらたに地域交流センター「まちなかキャンパス長岡」と中越大震災の資料を展示した「長岡震災アーカイブセンターきおくみらい」などを設置した。

### 新潟店
- 1970年（昭和45年）11月開店[10] - 1981年（昭和56年）7月閉店[要出典]

新潟市内で初めて地下に食品売り場を設けた店舗であった。
店舗跡は1985年（昭和60年）12月12日、「かに道楽」によって商業ビル新潟ウィズとして開業し、ファッションや飲食関連のテナントを多数誘致して人気を博したという。
2008年（平成20年）秋まではテナントが複数入居していたが、閉店が相次ぎ最終的には所有者のかに道楽以外のテナントが紳士服店1店舗のみとなったため、2010年（平成22年）9月30日に閉鎖され、建物も取り壊されて駐車場となった。

## 十日町市のイチムラ
- 新潟県十日町市本町3丁目
- 2018年（平成30年）4月16日閉店[17]

市村保治の実家の家業の小間物店（店舗面積約15坪）を、兄の死去に伴って1921年（大正10年）に継承し、漸進的に洋品店へ発展させた。
1932年（昭和7年）には、3階建て延約90坪の店舗を竣工させ、十日町では初めてとなる陳列式店舗として新装開店。1950年（昭和25年）に市村保治の兄の長男が大きくなって店舗を継承させた。
この店舗の継承後も長岡の店と十日町の店舗の仕入れは全て統一され、長岡は支店という形態であった。
この店舗は、イチムラの閉店後も市村の親族が経営する化粧品や婦人服を扱う「市村百貨店」として存続し、イチムラと同じ商標とロゴを継続して使用していたが2018年（平成30年）4月に128年に渡る営業を終了した。

## 主な関連会社
- イチムラレストラン - 本社・新潟県長岡市大手通・持株比率100%、飲食業[19]。
- イチムラ美容室 - 本社・新潟県長岡市大手通・持株比率100%、美容業[19]。